# Helicóptero furtivo
Los helicópteros furtivos son helicópteros que incorporan tecnología furtiva para evitar la detección.

## Desarrollo

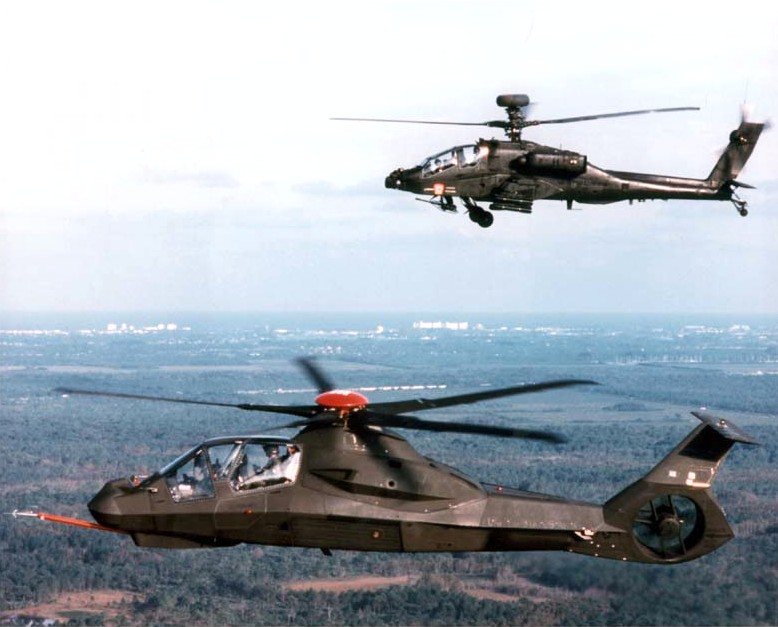
Un RAH-66 Comanche furtivo volando en formación con un AH-64 Apache no furtivo.

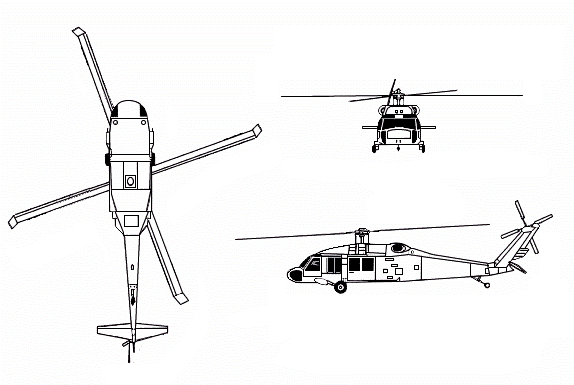
Diagrama de proyección ortográfica del Black Hawk UH-60A para comparación.

En los últimos años, han surgido diseños de aspas que pueden reducir significativamente el ruido, lo cual es un asunto mayor si que quiere usar helicópteros furtivos. Una redada en el complejo de Osama bin Laden en mayo de 2011 supuestamente usó dos Sikorsky UH-60 Black Hawk, altamente modificados  y con empleo de tecnología furtiva para ser menos visibles al radar. Estas modificaciones les permiten operar con eficacia en operaciones secretas.

## Ejemplos
Si bien no existen oficialmente helicópteros operativos que encajan en esta descripción, hay algunos que han sido retirados, se rumorea, o cancelados:
- El "Loach invisible" era una versión modificada del Hughes OH-6 Cayuse, que supuestamente fue probado en la década de 1970 y utilizaba una malla externa de pequeñas luces blancas para que coincidiera con la luz ambiental del cielo.[2]
- Otro Hughes 500P modificado (1972), apodado "The Quiet One" por su capacidad de reducir el ruido generado durante su operación, fue utilizado una vez por la CIA durante la Guerra de Vietnam para desplegar un puesto de escucha telefónica.[5]
- Boeing-Sikorsky RAH-66 Comanche (1996-2004),[3] proyecto cancelado.
- Un Sikorsky UH-60 Black Hawk fue usado en la operación que eliminó a Osama bin Laden el 1 de mayo de 2011. La aeronave parecía incluir características como materiales especiales de alta tecnología, ángulos duros, y superficies planas, técnicas anteriormente empleadas en aviones furtivos.[6][7][8][9][10]
- Algunos helicópteros de ataque, como el HAL Light Combat Helicopter y el Eurocopter Tigre, aparentemente poseen medidas para reducir su presencia. El empleo de materiales que absorben las ondas de radar en su fuselaje les permite reducir su sección radar equivalente o RCS. En el caso del EC665 Tigre estas modificaciones le permiten reducir su firma radar, infrarroja, visual y acústica para mejorar su supervivencia en combate.[11][12]